# Herqueville (Eure)
Pour les articles homonymes, voir Herqueville.
Cet article possède un paronyme, voir Heuqueville.
Herqueville est une commune française située dans le département de l'Eure en région Normandie.

## Géographie

### Localisation
|                                           | Connelles   | Daubeuf-près-Vatteville |
| Porte-de-Seine (comm. dél. de Porte-Joie) | Herqueville | Muids                   |
| Andé                                      |             | Muids                   |

### Géologie et relief
Altitudes de 6 m en bord de Seine à 65 m en plateau.

### Hydrographie
La commune est située dans le bassin Seine-Normandie. Elle est drainée par la Seine et  et un autre petit cours d'eau,.

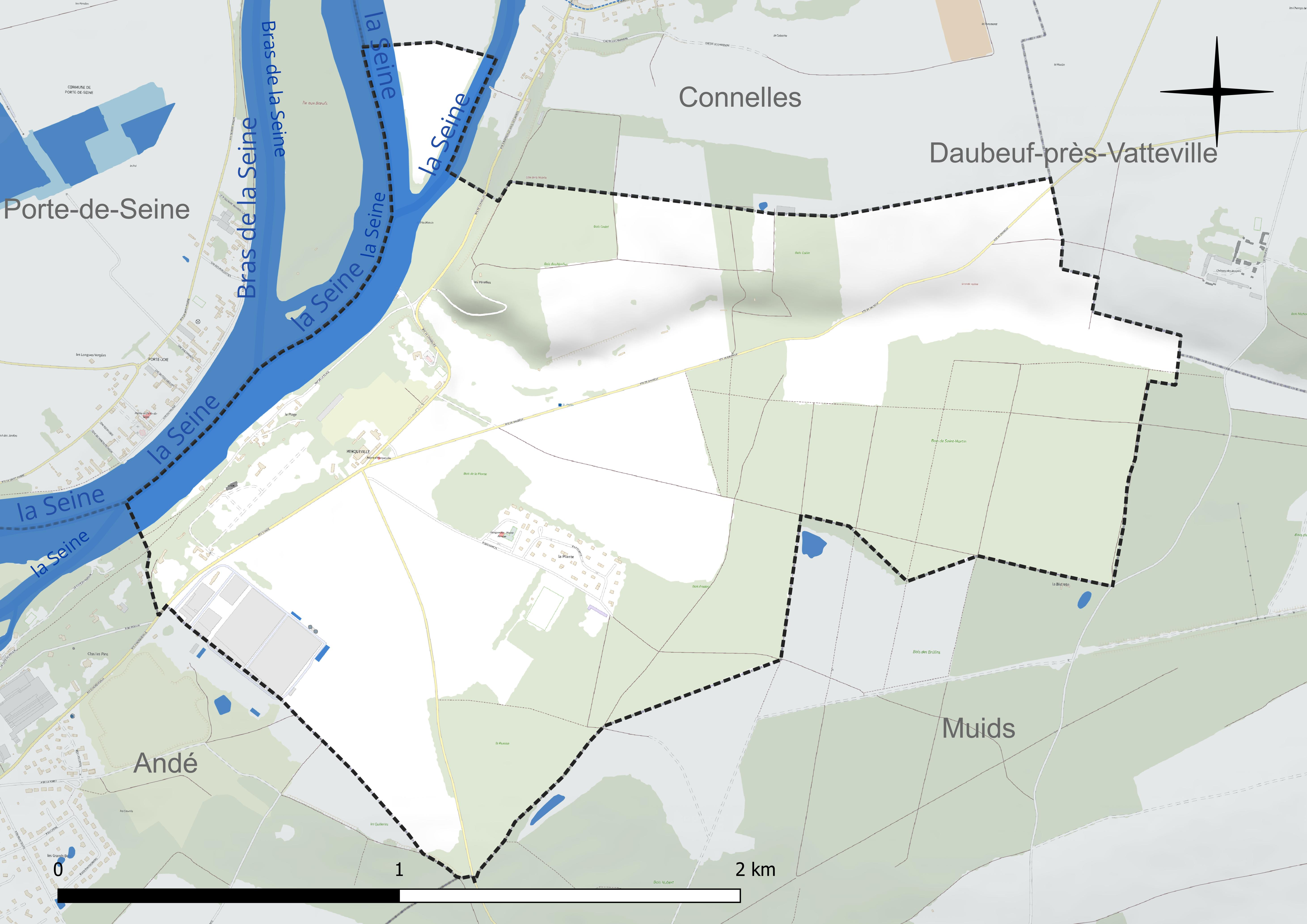
Réseau hydrographique d'Herqueville.

### Climat
Pour des articles plus généraux, voir Climat de la Normandie et Climat de l'Eure.
En 2010, le climat de la commune est de type climat océanique dégradé des plaines du Centre et du Nord, selon une étude du CNRS s'appuyant sur une série de données couvrant la période 1971-2000. En 2020, Météo-France publie une typologie des climats de la France métropolitaine dans laquelle la commune est exposée à un climat océanique et est dans la région climatique  Côtes de la Manche orientale, caractérisée par un faible ensoleillement (1 550 h/an) ; forte humidité de l’air (plus de 20 h/jour avec humidité relative > 80 % en hiver), vents forts fréquents. Parallèlement le GIEC normand, un groupe régional d’experts sur le climat, différencie quant à lui, dans une étude de 2020, trois grands types de climats pour la région Normandie, nuancés à une échelle plus fine par les facteurs géographiques locaux. La commune est, selon ce zonage, exposée à un « climat des plateaux abrités », correspondant aux plaines agricoles de l’Eure, avec une pluviométrie beaucoup plus faible que dans la plaine de Caen en raison du double effet d’abri provoqué par les collines du Bocage normand et par celles qui s’étendent sur un axe du Pays d'Auge au Perche.
Pour la période 1971-2000, la température annuelle moyenne est de 11 °C, avec  une amplitude thermique annuelle de 14,3 °C. Le cumul annuel moyen de précipitations est de 761 mm, avec 12 jours de précipitations en janvier et 8,1 jours en juillet. Pour la période 1991-2020, la température moyenne annuelle observée sur la station météorologique la plus proche, située sur la commune de Muids à 3 km à vol d'oiseau, est de 12,0 °C et le cumul annuel moyen de précipitations est de 609,1 mm,. Pour l'avenir, les paramètres climatiques de la commune estimés pour 2050 selon différents scénarios d’émission de gaz à effet de serre sont consultables sur un site dédié publié par Météo-France en novembre 2022.

## Urbanisme

### Typologie
Au 1er janvier 2024, Herqueville est catégorisée commune rurale à habitat dispersé, selon la nouvelle grille communale de densité à 7 niveaux définie par l'Insee en 2022.
Elle est située hors unité urbaine. Par ailleurs la commune fait partie de l'aire d'attraction de Louviers, dont elle est une commune de la couronne,. Cette aire, qui regroupe 44 communes, est catégorisée dans les aires de 50 000 à moins de 200 000 habitants,.

### Occupation des sols
L'occupation des sols de la commune, telle qu'elle ressort de la base de données européenne d’occupation biophysique des sols Corine Land Cover (CLC), est marquée par l'importance des territoires agricoles (56,4 % en 2018), en augmentation par rapport à 1990 (50,6 %). La répartition détaillée en 2018 est la suivante : 
terres arables (39,4 %), forêts (37,9 %), prairies (17 %), eaux continentales (4,8 %), milieux à végétation arbustive et/ou herbacée (0,9 %). L'évolution de l’occupation des sols de la commune et de ses infrastructures peut être observée sur les différentes représentations cartographiques du territoire : la carte de Cassini (XVIIIe siècle), la carte d'état-major (1820-1866) et les cartes ou photos aériennes de l'IGN pour la période actuelle (1950 à aujourd'hui).

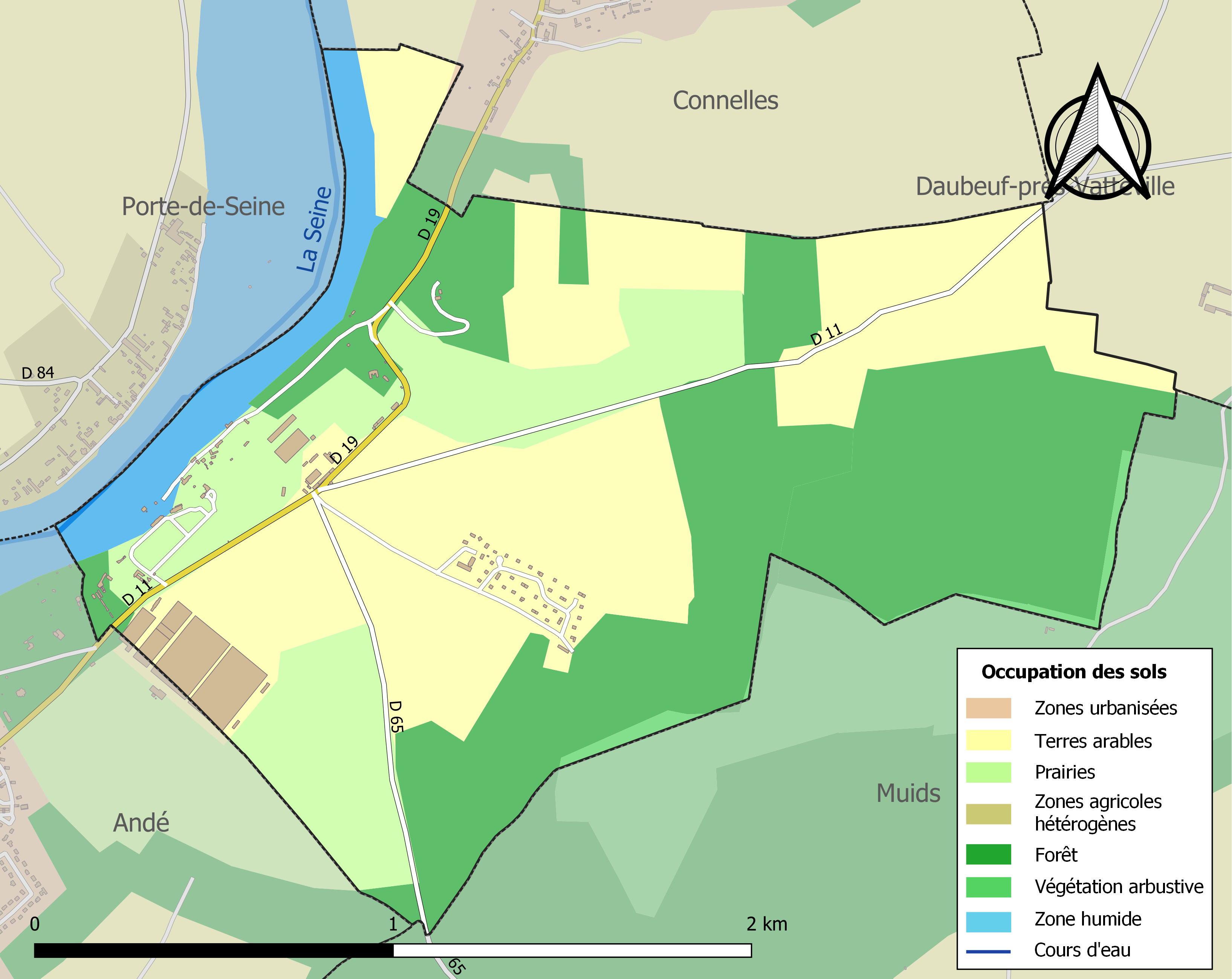
Carte des infrastructures et de l'occupation des sols de la commune en 2018 (CLC).

## Toponymie
Le nom de la localité est attesté sous les formes Harachivilla en 1150 (Hist. de France, t. XII, p. 187), Harquevilla en 1308 (p. d’Eudes Rigaud); Harqueville en 1419 (archives nationales), Harquenville ou Herqueville-sur-Seine en  1828 (L. Dubois).
Il s'agit d'une formation toponymique en -ville au sens ancien de « domaine rural », précédé d'un anthroponyme comme c'est le plus souvent le cas pour ce type de formation. Bien que le passage de Har- à Her- soit phonétiquement régulier (action fermante de [r] cf. français argent > normand ergent), la nature de l'élément Herque- est problématique. François de Beaurepaire rejette la forme Harachivilla de 1150, citée par le Dictionnaire topographique du département de l'Eure, reprise par Albert Dauzat et Ernest Nègre, et ne prend en compte que celle de 1308, qu'il juge trop récente pour pouvoir expliquer cet élément. Cependant dans un ouvrage ultérieur, le même auteur rapproche ce toponyme d'un autre Herqueville dans le département de la Manche et suggère de voir dans le premier élément un nom de personne anglo-scandinave non attesté. En se fondant sur la forme Harachivilla de 1150, les anthroponymes germaniques Haricho, variante de Hariko, et Hericus (version latinisée) ont été proposés.
Remarques : En plus des deux Herqueville, on rencontre aussi dans la Manche, Herquemoulin ((lieu-dit à Beaumont-Hague, Herquemoulin 1260) et Herquetot (hameau à Vasteville, Herquetot 1417), dont l'élément -tot représente l'appellatif ancien scandinave topt > toft « terrain à bâtir, ferme ». Il existe un anthroponyme vieux norrois bien attesté Hárekr,, ce nom [?] est mentionné par exemple dans une saga de Saint Olaf sous la forme déclinée Hareki au datif / accusatif.

## Histoire
La seigneurie d'Herqueville a appartenu à la famille Maillet du Boulay, puis en 1934 à Louis Renault, qui y est inhumé[réf. nécessaire].

## Politique et administration
| Période                                  | Période    | Identité                                           | Étiquette   | Qualité                                                                                                  |
| ---------------------------------------- | ---------- | -------------------------------------------------- | ----------- | --- |
| avant an IX                              | après 1830 | Jacques Louis Georges Jean                         |             | |
| 1831                                     | 1843       | Michel Louis Raoul Marinel (1768-1843)             |             | Propriétaire, tonnelier, cultivateur                                                                     |
| 1856                                     |            | Charles-Félix Maillet du Boullay (1795-1878)       |             | Architecte en chef de la ville de Rouen                                                                  |
| vers 1873                                |            | François Mathieu Potel                             |             | Propriétaire                                                                                             |
| vers 1878                                |            | Cartier                                            |             | |
| 1882                                     |            | Charles Léon Justin Maillet du Boullay (1829-1891) |             | Architecte, fils de Charles-Félix                                                                        |
| vers 1899                                |            | Victor Balisson                                    |             | |
| mai 1904                                 | après 1934 | Léon Eugène Désiré Cartier (1858-1951)             |             | Chevalier du mérite agricole (1910), officier d'académie (1933), chevalier de la légion d'honneur (1934) |
| avant 1981                               |            | M. Morel                                           | PCF puis SE | |
| mars 2001                                | En cours   | Jean-Pierre Breval                                 | PS          | Retraité                                                                                                 |
| Les données manquantes sont à compléter. |            |                                                    |             | |

## Population et société

### Démographie
L'évolution du nombre d'habitants est connue à travers les recensements de la population effectués dans la commune depuis 1793. Pour les communes de moins de 10 000 habitants, une enquête de recensement portant sur toute la population est réalisée tous les cinq ans, les populations de référence des années intermédiaires étant quant à elles estimées par interpolation ou extrapolation. Pour la commune, le premier recensement exhaustif entrant dans le cadre du nouveau dispositif a été réalisé en 2007.

En 2022, la commune comptait 125 habitants, en évolution de −12,59 % par rapport à 2016 (Eure : −0,25 %, France hors Mayotte : +2,11 %).
| 1793 | 1800 | 1806 | 1821 | 1831 | 1836 | 1841 | 1846 | 1851 |
| ---- | ---- | ---- | ---- | ---- | ---- | ---- | ---- | ---- |
| 81   | 103  | 126  | 131  | 103  | 123  | 116  | 104  | 108  |

| 1856 | 1861 | 1866 | 1872 | 1876 | 1881 | 1886 | 1891 | 1896 |
| ---- | ---- | ---- | ---- | ---- | ---- | ---- | ---- | ---- |
| 101  | 78   | 76   | 82   | 76   | 68   | 66   | 61   | 57   |

| 1901 | 1906 | 1911 | 1921 | 1926 | 1931 | 1936 | 1946 | 1954 |
| ---- | ---- | ---- | ---- | ---- | ---- | ---- | ---- | ---- |
| 62   | 57   | 61   | 68   | 84   | 61   | 70   | 88   | 98   |

| 1962 | 1968 | 1975 | 1982 | 1990 | 1999 | 2006 | 2007 | 2012 |
| ---- | ---- | ---- | ---- | ---- | ---- | ---- | ---- | ---- |
| 188  | 284  | 293  | 187  | 182  | 155  | 152  | 152  | 151  |

| 2017 | 2022 | - | - | - | - | - | - | - |
| ---- | ---- | - | - | - | - | - | - | - |
| 134  | 125  | - | - | - | - | - | - | - |

### Manifestations culturelles et festivités
La toiture de la salle des fêtes est endommagée par un orage le 25 juin 2025.

## Économie
Une usine de fabrication spécialisée dans les armoires industrielles est implantée sur son territoire. Le site représente 60 000 m2 dont 25 000 sont destinés au stockage des produits.

## Culture locale et patrimoine

### Lieux et monuments
La commune d'Herqueville compte deux édifices inscrits à l'inventaire général du patrimoine culturel :
- L'église Saint-Germain (XVe et XVIIe siècles)[30].
- Domaine Louis Renault

### Patrimoine naturel
- Les falaises de l'Andelle et de la Seine,  Site inscrit (1981)[31].

### Personnalités liées à la commune
- Charles-Félix Maillet du Boullay (1795-1878), architecte.
- Charles Maillet du Boullay (1829-1891), architecte.
- Pierre-Félix Fix-Masseau (1869-1937), sculpteur, y possédait une résidence secondaire. Il repose dans le cimetière communal avec son fils l'affichiste Pierre Fix-Masseau (1905-1994).
- Louis Renault (1877-1944), inventeur, pilote de course et chef d'entreprise, il est le fondateur, avec ses frères de la marque automobile Renault. Il possédait à Herqueville un important château en surplomb de la Seine ainsi qu'un domaine agricole dont les 1 700 hectares s'étendaient également dans les communes limitrophes[32].

### Héraldique
| Blason de Herqueville | Blason  | D'azur au sautoir d'or chargé en cœur d'une mâcle de gueules, accompagné de trois merlettes d'or, une en chef et deux aux flancs, et d'un porc-épic d'argent en pointe. |
| Blason de Herqueville | Détails | L'écu aux armes de la commune mêle les figures de trois « seigneurs » d'Herqueville : - les merlettes de Jacques de Brehier seigneur d'Herqueville au début du XVIIe siècle, - le porc-épic de René Nicolas de Maupeou, chancelier et garde des sceaux de Louis XV, seigneur d'Herqueville au XVIIIe siècle, - et le losange de Louis Renault. Brevet d'armoiries de 1995. |